# سازمان عقیدتی سیاسی فراجا
سازمان عقیدتی سیاسی فراجا به اختصار(ساعس فراجا) سازمانی است مستقل و متمرکز در تابعیت مستقیم فرماندهی کل قوا که به همراه سازمان حفاظت اطلاعات فراجا و فرماندهی فراجا یکی از سه هیئت رئیسه فراجا است. این سازمان از بدو تأسیس فرماندهی انتظامی جمهوری اسلامی ایران در سال ۱۳۷۰ با ادغام سازمان‌های عقیدتی سیاسی شهربانی، ژاندارمری و کمیتهٔ انقلاب اسلامی تشکیل شد.محمدعلی رحمانی اولین رئیس این سازمان از سال ۱۳۷۰ با حکم رهبر جمهوری اسلامی به ریاست آن انتخاب شد. وی به مدت ۱۶ سال در این سمت باقی‌ماند.

سپس به موجب حکمی در شهریور ۱۳۸۶ ابوتراب بهرامی عهده‌دار این سمت شد و به مدت ۱۱ سال تا اواخر خرداد ماه ۱۳۹۷ در این سمت باقی ماند. همچنین در تاریخ ۲۷ خرداد ماه ۱۳۹۷ سید علیرضا ادیانی به حکم رهبر جمهوری اسلامی، سید علی خامنه ای عهده‌دار ریاست این سازمان شده بود که به مدت ۶ سال در این سمت باقی ماند.                                    ولی در تاریخ ۲۰ اسفند ماه ۱۴۰۳ با حکم جدید رهبری علی شیرازی رئیس جدید سازمان عقیدتی سیاسی فراجا منصوب شد که سابقه جانشینی سازمان عقیدتی سیاسی وزارت دفاع و نمایندگی ولی فقیه در نیروی قدس سپاه پاسداران انقلاب اسلامی را در زمان فرماندهی قاسم سلیمانی در کارنامه خود داشت.
اردیبهشت ماه ۱۴۰۴، با هماهنگی دفتر عقیدتی سیاسی فرماندهی کل قوا، و با حکم حجت الاسلام شیرازی، ریاست سازمان، سرتیپ پاسدار تقی مهری به عنوان معاونت هماهنگ‌کننده سازمان عقیدتی سیاسی فراجا منصوب گردید.
در اردیبهشت ماه سال ۹۹ با پیشنهاد ریاست سازمان عقیدتی سیاسی فراجا و موافقت سید علی خامنه‌ای، علی اکبر صوفی به سمت جانشینی ریاست این سازمان منصوب گردید.
مهرماه سال ۱۳۹۷ با حکم ریاست محترم سازمان عقیدتی حجت الاسلام دکتر مهدی مهدوی طلب به ریاست امور روحانیون سازمان منصوب شد که اقدامات کمی و کیفی در جذب روحانیون و بکارگیری در کلانتری ها و مراکز آموزش و هنگ ها و گروهان های مرزی و تیپ های تکاوری و گردان های یگان های ویژه صورت گرفت و در سال ۱۴۰۱ به ریاست معاونت تربیت و آموزش برگزیده شد.

## مأموریت و وظایف
بخشی از قانون فرماندهی انتظامی مربوط به سازمان عقیدتی سیاسی به‌شرح زیر است:
سازمان عقیدتی سیاسی، سازمانی است با سلسله مراتب مستقل و متمرکز که مستقیماً زیر نظر رهبر جمهوری اسلامی فعالیت می کند و مأموریت و وظایف زیر را بر عهده دارد:
1. مأموریت: رشد و گسترش فرهنگ و ارزش‌های اسلامی در ناجا و سازمان‌های وابسته به‌آنها بر اساس معیارها و ضوابط اسلامی و تدابیر و رهنمودها و دستورالعمل‌های مقام رهبری.
2. وظایف: مهم ترین وظیفه سازمان عقیدتی سیاسی فراجا، مطابق دستور العمل های دفتر عقیدتی سیاسی فرماندهی کل قوا، سیاستگذاری فرامین فرمانده کل قوا در فراجا، صیانت از کلیه نیروهای انتظامی و کارکنان فرماندهان انتظامی و نظارت بر آنها و همچنین کنترل و هماهنگی نیروهای انتظامی در سطوح عالی است.[۸]

وظایف دیگر بنابر قانون به شرح ذیل است:                  
1. 1. آموزش و ارتقای عقیدتی و سیاسی پرسنل جهت رشد مذهبی و سیاسی آنان.
  2. انجام فعالیت‌های تبلیغی و اطلاع رسانی برای پرسنل از قبیل انتشار جزوات و نشریات، تشکیل کتابخانه‌ها و نمایشگاه‌ها و تولید برنامه‌های رادیو تلویزیونی و ادارهٔ مساجد و سایر اماکن مذهبی مربوط.
  3. ارایهٔ خط‌مشی‌های مکتبی به‌مبادی ذی‌ربط در جهت انطباق سازماندهی‌ها، مقررات، آیین‌نامه‌ها و دستورالعمل‌ها با ضوابط و معیارهای اسلامی.
  4. نظارت بر حفظ و عمل به‌موازین اسلامی در تمامی زمینه‌ها و اعلام موارد خلاف به‌مسئولین جهت رفع آنها و گزارش به‌فرماندهی کل در صورت لزوم.
  5. بررسی و ارزیابی پرسنل از لحاظ شایستگی مکتبی جهت انتصابات، ترفیعات و مأموریت‌های خارج از کشور.
  6. انجام کلیهٔ وظایف روابط عمومی فرماندهی انتظامی و سازمان‌های وابسته به‌آنها.

## جایگاه و ویژگی ساختاری
هیئت رئیسه، معاونین، و کارکنان این سازمان به طور مستقیم زیر نظر رهبر جمهوری اسلامی فعالیت می کنند، و کارکرد این نهاد مستقیماً توسط رهبری نظارت می شود. 
               همچنین گزارش ها و آمارهای نظارتی این سازمان در سطوح عالی به طور ویژه توسط شخص رهبر جمهوری اسلامی بررسی می شود.
رئیس و جانشین این سازمان به طور مستقیم توسط رهبر منصوب و معاونین آن (هئیت رئیسه) با نظارت و مشورت فرمانده کل قوا نصب و تعیین می شوند.

## روسای سازمان
تاکنون افراد زیر ریاست سازمان عقیدتی سیاسی فراجا را عهده‌دار بوده‌اند:
- محمدعلی رحمانی ۱۳۷۰ه.ش- ۱۳۸۷ه.ش
- ابوتراب بهرامی[۱۳] ۱۳۸۷ه.ش- ۱۳۹۷ ه.ش
- سید علیرضا ادیانی[۱۴] ۱۳۹۷ - ۱۴۰۳ ه.ش
- علی شیرازی[۱۵] تا کنون